# Hernandia sonora
Hernandia sonora là một loài thực vật có hoa trong họ Hernandiaceae. Loài này được L. miêu tả khoa học đầu tiên năm 1753.